# Dama Oferente de Castellar

Mapa de la península ibérica en el año 300 a. C. con los diversos pueblos que la habitaban.

Localización de la Bastetania en las actuales provincias del Sureste de la península ibérica.

La Dama Oferente de Castellar es una estatuilla/exvoto de bronce que data de entre los años 500 a. C. - y  101 a. C., que representa a una dama o sacerdotisa en actitud oferente, y que fue esculpida por los iberos en la región conocida por los romanos como Oretania, y cuyo hallazgo se produjo en la localidad de Castellar, Jaén, (Andalucía), en el yacimiento arqueológico denominado "Cueva de la Lobera".

## Simbología
Se trata de un exvoto, y representa a una mujer ibérica en actitud oferente, siendo esta pieza y las numerosas halladas en yacimientos ibéricos una muestra de la religiosidad del pueblo ibero.

## Características
- Forma: Dama o sacerdotisa oferente.
- Material: bronce.
- Contexto: Edad del Hierro II.
- Estilo: Ibérico.[1]
- Técnica: a la cera perdida.

## Conservación
La pieza se expone de forma permanente en el Museo Arqueológico Nacional de Madrid, con el número de inventario 18 538.